# From Bretton Woods to World Inflation
From Bretton Woods to World Inflation is een boek van de Amerikaanse journalist en auteur Henry Hazlitt, verschenen in 1984. Het werk bundelt zijn kritische artikelen over het systeem van Bretton Woods, die in 1944 en 1945 waren gepubliceerd in The New York Times. Ook zijn er artikelen uit andere kranten en bladen in opgenomen, die enkele jaren na de conferentie te Bretton Woods verschenen en ten tijde van de ineenstorting van 'Bretton Woods' tussen 1967 en 1971. Verder bevat het boek enkele fragmenten uit Hazlitts eigen boek Will Dollars Save the World? uit 1947, over de Marshallhulp, een hiermee verwant onderwerp.
In zijn artikelen bekritiseert Hazlitt conceptteksten voor de conferentie van Bretton Woods die van 1 tot en met 22 juli 1944 werd gehouden en de beslissingen die daar werden genomen over de toekomst van het wereldwijde financiële bestel, omdat hij voorzag dat deze voor wereldwijde inflatie en economische chaos zouden gaan zorgen. Tezamen met Hazlitts artikelen en boekfragmenten uit later jaren, illustreert het boek als geheel de totstandkoming en ondergang van het systeem van Bretton Woods, waar Hazlitt van meet af aan uitvoerig voor waarschuwde.

## Hazlitt versus Bretton Woods
In 1934 werd Henry Hazlitt redacteur bij de New York Times, vanuit welke positie hij tien jaar later de conferentie te Bretton Woods kon volgen. Hij wilde niet zelf aanwezig zijn bij de discussies omdat hij tegen de hele conferentie was en besloot alleen de berichtgeving te volgen. Zijn stukken verschenen zonder ondertekening; Hazlitt wilde voor de krant schrijven, niet als zichzelf.
Als een van de weinigen was Hazlitt op voorhand al kritisch over de plannen die men te Bretton Woods wilde verwezenlijken omdat hij al zag aankomen dat die slechts tot wereldwijde inflatie en economische ineenstorting konden leiden. Verreweg de meeste economen negeerden zijn zorgen, behalve enkelingen als Jacques Rueff, Benjamin Anderson en Michael Heilperin. In de loop der tijd kwamen er meer critici van Bretton Woods, vooral vanuit politiek en bankwereld, aan wie Hazlitt in zijn artikelen ook aandacht besteedde.
Hazlitts kritieken kostten hem uiteindelijk zijn positie als redacteur, ondanks dat hij omwille van de lezer van de krant, soms een relatief milde toon gebruikte. Uitgever Arthur Sulzberger zei dat "als 43 overheden een overeenkomst tekenen, ik niet inzie hoe The Times hier nog langer tegen kan zijn." Hazlitt wilde vervolgens niet verder schrijven over Bretton Woods, omdat hij overtuigd was van de onhoudbaarheid ervan en het niet kon steunen. Hij vervolgde echter zijn kritieken op Bretton Woods in zijn column op maandag. Sulzberger dreigde een disclaimer onder zijn stukken te gaan zetten dat "de meningen van dhr. Hazlitt niet noodzakelijk ook die van de Times zijn". Hiervan zag hij af, omdat Hazlitt erop wees dat andere opiniestukken zonder disclaimer dan wel voor de mening van de krant konden doorgaan. Het artikel uit de American Scholar (hoofdstuk 24 The Coming Economic World Pattern), is een revanche op zijn vertrek bij de Times.
Hazlitts hoofdkritiek was dat Bretton Woods met vooral het instellen van het IMF, zorgde voor een bailout van aangesloten landen die in monetaire problemen kwamen. Dit moedigt moral hazard aan, beloont wanbeleid van overheden en kan een gouden standaard nooit handhaven. Juist die gouden standaard was volgens hem een van de noodzakelijke voorwaarden voor terugkeer van stabiliteit en welvaart. Voor de Tweede Wereldoorlog pleitte Hazlitt al voor terugkeer naar goud, zodat de Grote Depressie eerder voorbij zou gaan en het later zo fatale nationalisme kon worden tegengegaan. Bretton Woods stelde geen echte gouden standaard in, maar een goudwisselstandaard met de dollar als basis. Dit was een gewijzigde voortzetting van de vooroorlogse goudwisselstandaard, waarbij zowel pond als dollar de basis waren. Men gaf er de naam gouden standaard slechts aan om vertrouwen bij het publiek te wekken. Hazlitt blijkt ronduit profetisch te zijn geweest in zijn kritieken op Bretton Woods. De problemen die hij zag aankomen met de beslissingen die werden genomen, hebben zich met de kredietcrisis van 2007 volledig verwezenlijkt.

## Indeling boek

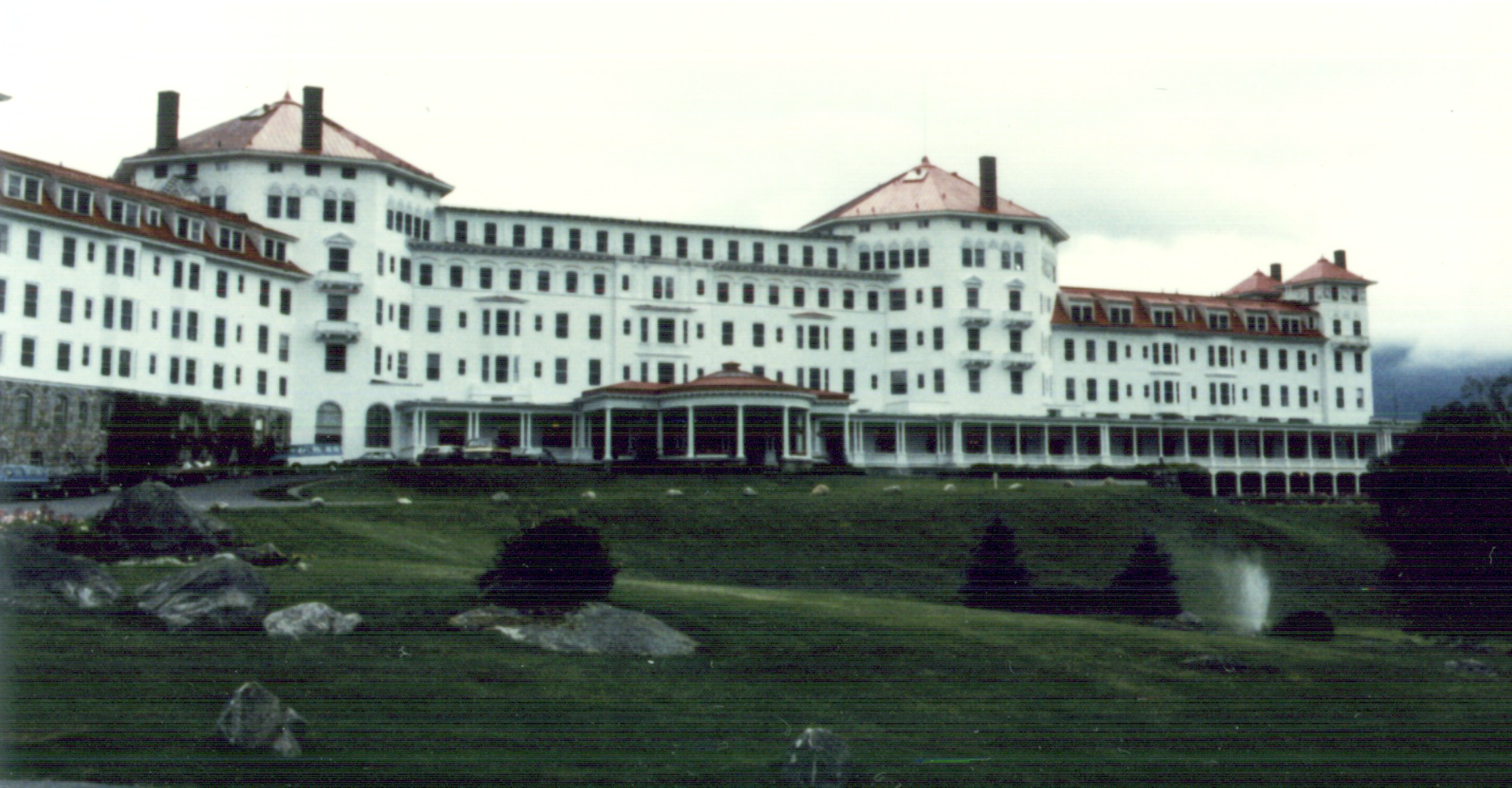
Het Mount Washington Hotel te Bretton Woods, waar de conferentie plaatsvond.

From Bretton Woods to World Inflation bevat 29 hoofdstukken, voorafgegaan door een aparte introductie met veel achtergrondinformatie over het boek en de hoofdpunten eruit. Voor de meeste hoofdstukken staat een korte samenvatting. Na de introductie is het boek in twee delen verdeeld:
I Birth of the Bretton Woods System (Ontstaan van het systeem van Bretton Woods)

Deel I bevat de hoofdstukken 1 tot en met 24, beginnend met een pleidooi van Hazlitt uit 1934 voor terugkeer naar de gouden standaard en vervolgens zijn artikelen uit de jaren 1944 en 1945. De conferentie wordt gehouden, het stelsel van Bretton Woods komt tot stand en de strijd om ratificatie begint. Hazlitt is op voorhand al zeer kritisch, nadat hij conceptteksten heeft bestudeerd. Het beoogde systeem is monetair-economisch volstrekt ondeugdelijk met een neiging tot sterke inflatie en verzwakking van sterke valuta. De rampzalige gevolgen zijn op voorhand al uit te tekenen. Ook de gevolgde methodiek van strakke politieke organisatie in plaats van vrijhandel om de wereld weer op de been te krijgen, werkt dit in de hand.
II Aftermath (Nasleep)

Deel II bevat de hoofdstukken 25 tot en met 29, met artikelen uit de periode 1947-1971. Hierin komen het Marshallplan en de ondergang van het systeem van Bretton Woods aan de orde. De gang van zaken is precies zoals Hazlitt al had voorspeld, hetgeen door de bundeling van deze stukken nogmaals expliciet duidelijk wordt. Ten slotte volgt een epiloog waarin Hazlitt vertelt hoe de wereld weer naar een fatsoenlijk monetair bestel (op basis van de gouden standaard) kan terugkeren.

## Kritiek van Hazlitt
Hazlitt bekritiseert uitvoerig de in Bretton Woods opgerichte instituties, vooral het IMF. Ook haalt hij commentaren aan van organisaties en personen. De ingebouwde zwakheden van vooral het IMF zijn het systeem van Bretton Woods fataal zijn geworden. Over de IBRD was Hazlitt wat positiever, net als andere critici. Hij zou de stabiliseringsfunctie daar liever aan toekennen dan het IMF oprichten. De IBRD is doelgericht, leningen worden door een comité beoordeeld en niet automatisch zoals bij het IMF, er geldt een belofte van terugbetaling en een veto voor het uitlenende land en er wordt afgezien van leningen als private partijen kunnen financieren.
Hazlitt is in zijn boek zeer kritisch over John Maynard Keynes, de beroemde econoom die grote invloed had op de totstandkoming en inhoud van het systeem van Bretton Woods. Feitelijk is 'Bretton Woods' geheel op Keynesiaanse leest geschoeid. Hazlitt wijst dit volstrekt af.